# Arteria vescicale superiore
L'arteria vescicale superiore è un vaso, pari e simmetrico, che origina dal ramo di divisione anteriore della arteria iliaca interna per portarsi alla porzione superiore vescica, dove fornisce numerosi rami.
Ha derivazione embriologia peculiare, in quanto corrisponde alla porzione prossimale della arteria ombelicale rimasta pervia (la porzione distale si occlude, trasformandosi in un cordone fibroso che si porta alla regione ombelicale, il legamento ombelicale laterale).